# Katastrofa lotu Pinnacle Airlines 3701
Katastrofa lotu Pinnacle Airlines 3701 – katastrofa lotnicza, która wydarzyła się wieczorem 14 października 2004 roku. Samolot Bombardier CRJ-200 rozbił się na przedmieściach Jefferson City w stanie Missouri. Na pokładzie maszyny znajdowali się jedynie dwaj piloci; obaj zginęli na miejscu.

## Katastrofa
Samolot o numerze rejestracyjnym N8369A, który uległ zniszczeniu w katastrofie, był w godzinach przedpołudniowych naprawiany na lotnisku w Little Rock; z tego względu nie mógł zostać wykorzystany przez załogę, realizującą przedpołudniowy lot rejsowy, która skorzystała w zastępstwie z maszyny rezerwowej. Teraz należało doprowadzić feralny samolot na lotnisko w Minneapolis, by mógł zostać rano wykorzystany do kolejnego lotu rejsowego. Takie nocne loty, służące przetransportowaniu maszyny z jednego lotniska na drugie, nie są niczym niezwykłym; lot z Little Rock do Minneapolis został ujęty w rozkładach jako lot nr 3701. Za sterami Bombardiera zasiedli kapitan Jesse Rhodes (31 lat) i pierwszy oficer Peter Cesarz (23 lata). Samolot wystartował o godzinie 21:21.
Ponieważ wieczorny ruch był niewielki, a na pokładzie nie było towaru ani pasażerów, piloci postanowili wykonać dość ryzykowny manewr. Producent Bombardiera CRJ-200 jako maksymalny pułap lotu podaje 41000 stóp (ok. 12500 m); podczas takich nocnych lotów piloci (wbrew przepisom) czasem wprowadzali maszynę na poziom lotu 410 (=41000 stóp). Teraz Rhodes i Cesarz również postanowili dotrzeć samolotem do jego maksymalnego pułapu. W tym celu zaprogramowali samolot na pułap 410 i szybkość wznoszenia 500 stóp/minutę (ok. 170 m/min). Taka szybkość wznoszenia jest odpowiednia dla lotów na niewielkiej wysokości; zaś powyżej 11000 m, przy znacznie bardziej rozrzedzonym powietrzu autopilot musiał utrzymać bardzo wysoki kąt natarcia, by utrzymać zadaną prędkość wznoszenia, co spowodowało spadek prędkości samolotu, który poruszał się z prędkością nieznacznie wyższą niż prędkość przeciągnięcia; dodatkowo, silniki maszyny zaczęły się przegrzewać.
Gdy samolot osiągnął pułap 41000 stóp, prędkość zaczęła spadać i włączył się alarm informujący o przeciągnięciu (maszyna miała nadal nos podniesiony do góry i duży kąt natarcia, co ograniczało dopływ – i tak silnie rozrzedzonego – powietrza do silników i powodowało ich przegrzewanie się). Piloci ściągnęli stery na siebie, nakazując utrzymanie wysokości, co dezaktywowało alarm; ten jednak włączył się jeszcze trzykrotnie – i za każdym razem piloci ponownie ściągali drążki sterowe, co powodowało wyłączenie alarmu. Wtedy obydwa silniki wyłączyły się z powodu zbyt małej ilości docierającego do komór spalania powietrza i samolot wszedł w przeciągnięcie i zaczął spadać. Na wysokości ok. 11 500 m (38 000 stóp) pilotom udało się opanować maszynę i wyjść z przeciągnięcia; jednak nie udało się uruchomić żadnego z silników. Cesarz i Rhodes podjęli próbę awaryjnego uruchomienia jednostek napędowych: opuścili gwałtownie nos maszyny, która zaczęła szybko opadać – przepływające przez silnik z dużą prędkością powietrze powinno spowodować bezwładnościowy obrót łopatek turbiny, co ułatwi ponowne uruchomienie silników.
Piloci nie wiedzieli, że ich wysiłki są skazane na niepowodzenie. Na wysokości 41000 stóp, aby utrzymać samolot na stałym pułapie przy bardzo wysokim kącie natarcia, silniki musiały pracować w sposób ciągły z bardzo dużą mocą, co spowodowało ich przegrzewanie się (silnik nr 2 osiągnął temperaturę 1200 stopni Celsjusza – o 300 stopni więcej niż podane przez producenta maksimum eksploatacyjne). Gdy silniki zgasły – ich rozgrzane elementy zostały nagle wystawione na działanie powietrza o temperaturze ok. -30 stopni; zaczęły więc gwałtownie stygnąć, a wraz ze spadkiem temperatury zaczęły zmniejszać objętość. Jednak różne elementy silnika są wykonane z różnych stopów metali, które zmniejszają objętość w różnym stopniu. Jak się okazało, wewnętrzne ściany komory spalania i wlotu powietrza do silnika kurczyły się w większym stopniu, niż dyski turbin – i dyski turbin uległy zakleszczeniu w obudowie, co uniemożliwiało ich ponowne uruchomienie.
Gwałtownie opadający samolot osiągnął prędkość 230 węzłów (ok. 425 km/h), jednak silniki nadal nie reagowały na próby uruchomienia. Po pewnym czasie, gdy samolot osiągnął wysokość 13000 stóp (ok. 4000 m), piloci próbowali uruchomić jednostki napędowe z wykorzystaniem generatora pomocniczego, co również nie dało efektu. Dopiero wtedy powiadomili kontrolera lotów o sytuacji awaryjnej, dodatkowo podając błędną informację, że zgasł tylko jeden z silników (prawdopodobnie obawiali się konsekwencji złamania przepisów i do końca liczyli, że uda się uruchomić silniki i dotrzeć do lotniska docelowego). Załoga nadal próbowała uruchomić silniki; dopiero po prawie kwadransie bezowocnych prób zgłosili kontroli lotów, że stracili obydwa silniki. Kontroler skierował ich awaryjnie na lotnisko w Jefferson City, szybko jednak piloci zrozumieli, że nie mają szans dotrzeć do pasa startowego (Rozbijemy się o budynki, stary, nie wierzę... – fragment zapisu z czarnej skrzynki). W sześć minut po zgłoszeniu awarii obydwu silników, samolot rozbił się na przedmieściach Jefferson City. Obaj piloci zginęli na miejscu.

## Przyczyny katastrofy
Raport NTSB jako główną przyczynę katastrofy podał nieprofesjonalne zachowanie pilotów i złamanie procedur. Oprócz samej decyzji dotarcia na pułap 41000 stóp bez uzasadnionej przyczyny, wymieniano również: złe wykonanie samego wznoszenia (błędne ustawienie prędkości wznoszenia, nie zdające egzaminu na wysokości ponad 10000 m), zignorowanie ostrzeżeń o przeciągnięciu, złe zachowanie w czasie sytuacji awaryjnej (piloci powinni byli skontaktować się z kontrolą lotów zaraz po zgaśnięciu silników i zgłosić utratę obu jednostek napędowych; mieli wtedy w zasięgu 4 różne lotniska, na które bez trudu można było dotrzeć lotem szybowym z wysokości ponad 12 km; nie zdając sobie sprawy z powagi sytuacji, kontroler skierował pilotów na najbliższe duże lotnisko w Jefferson City). Były kierownik programu szkoleniowego Pinnacle Airlines stwierdził: To nie do pojęcia, by wyszkolona załoga zachowywała się w taki sposób...

## Pokłosie
Choć katastrofa lotu nr 3701 była wydarzeniem małej skali, bez zniszczeń na ziemi i z jedynie dwoma ofiarami śmiertelnymi, jej konsekwencje okazały się bardzo znaczące. Podczas śledztwa inspektorzy NTSB doznali szoku, gdy dowiedzieli się o tzw. Klubie 410: jak się okazało, dotarcie samolotem do jego granicznego pułapu było swoistym rytuałem dla pilotów, którzy podczas lotów bez pasażerów i osób postronnych wprowadzali samolot na krytyczną wysokość, co miało dowodzić ich odwagi i profesjonalizmu. Co więcej, okazało się, że nie był to bynajmniej proceder ograniczony do linii Pinnacle Airlines: piloci pracujący dla innych linii lotniczych również anonimowo zeznawali, że loty samolotami na granicy technicznych możliwości tychże i z naruszeniem procedur i przepisów nie są wcale zjawiskiem wyjątkowym. Dodatkowo, gdy zgłaszali takie ryzykowne sytuacje przełożonym, najczęściej byli ignorowani.
W konsekwencji zmodyfikowano program szkoleniowy pilotów (podczas szkolenia przyszli piloci odtwarzają lot nr 3701 w symulatorach, by na własnej skórze doświadczyć, jak może skończyć się złamanie przepisów; szkolenie to obowiązuje także pilotów liniowych Pinnacle Airlines oraz pilotów innych linii latających na Bombardierach CRJ-200), rozbudowano szkolenie pilotów w lotach powyżej pułapu 30000 stóp i w zachowaniu się samolotu na dużych wysokościach, wprowadzono bardzo poważne sankcje za złamanie procedur bezpieczeństwa i nakazano pilotom, by natychmiast zgłaszali przełożonym wszelkie przypadki łamania tychże procedur, zaś sami przełożeni zostali prawnie zobowiązani do podjęcia kroków dyscyplinarnych wobec pilotów naruszających procedury bezpieczeństwa. Maksymalny pułap Bombardiera CRJ-200 został ograniczony do 37000 stóp.
Piloci lotu nr 3701 zostali wyróżnieni tzw. Nagrodą Darwina.